# Cantonul Sore
Cantonul Sore este un canton din arondismentul Mont-de-Marsan, departamentul Landes, regiunea Aquitania, Franța.

## Comune
| Comune    | Populație (1999) | Cod poștal | Cod INSEE |
| --------- | ---------------- | ---------- | --------- |
| Argelouse | 85               | 40430      | 40008     |
| Callen    | 142              | 40430      | 40060     |
| Luxey     | 681              | 40430      | 40167     |
| Sore      | 995              | 40430      | 40307     |